# Гуча!
Гуча! је филм из 2006. године у копродукцији Србије и Црне Горе, Бугарске, Аустрије и Немачке. Режисер и сценариста филма је Душан Милић. Говори о ривалству српског и ромског трубачког оркестра који наступају на Драгачевском сабору у Гучи.
Филм је премијерно приказан 14. новембра 2006. године.

## Радња
Јулијана, 16-годишња ћерка највећег белог трубача Сачма Трандафиловића, заљуби се у вршњака Ромеа, перспективног трубача из ромског оркестра Сандоканових Тигрова. Сачмо резигниран Ромеовом бојом коже, учини све да их раздвоји и забрани љубав. Ипак, као страсни обожавалац Луја Армстронга по којем носи надимак, Сачмо приморан обећа на свечаном породичном скупу да ће се одрећи својих расистичких предрасуда... ако га Ромео надсвира на предстојећем Сабору трубача у Гучи.
Финале у Драгачеву је последња шанса за несрећне љубавнике. Ромео мора да учини немогуће, да надсвира непобедивог Јулијаниног оца и на тај начин освоји љубав. Међутим, Ромеов зли полубрат Роки, који и сам жели да се домогне прве трубе у оркестру и тако такмичи за најпрестижнију награду, помрсиће му рачуне и ставити Ромеа на велика искушења...

## Улоге
| Глумац                 | Улога    |
| ---------------------- | -------- |
| Марко Марковић         | Ромео    |
| Младен Нелевић         | Сачмо    |
| Александра Манасијевић | Јулијана |
| Ненад Окановић         | Грашак   |
| Славољуб Пешић         | Сандокан |
| Никола Пејаковић       | Певач    |
| Феђа Стојановић        | начелник |
| Радован Миљанић        |          |